# آمادئو بوردیگا
آمادئو بوردیگا (زادهٔ ۱۸۸۹ میلادی - درگذشتهٔ ۱۹۷۰ میلادی). مارکسیست ایتالیایی، از نظریه‌پردازهای کمونیسم و از رهبران کمینترن بود. او که از رهبران حزب کمونیست ایتالیا به شمار می‌رفت در ۱۹۳۰ و به اتهام گرایش به تروتسکیسم از این حزب اخراج شد.
معروف است که او از معدود کسانی بود که چهره به چهره مقابل جوزف استالین ایستاد و به او گفت که به انقلاب خیانت کرده‌است اما به دست او کشته نشد. او از جمله کسانی بود که از کمینترن اخراج شد و بعدها حزب مارکسیست مستقلی را در ایتالیا رهبری کرد. وی در کنار کسانی چون  هرمان گورتر، پانکوک، زینوویف، بلا کون و ماتیاس راکوسی به جناح چپ کمینترن تعلق داشت.

## شوراهای کارگری
در ماه آوریل ۱۹۲۰ کارگران فلزکارِ شهر تورین، مقر کارخانجات شرکت اتوموبیل سازی فیات برای حفظِ «شورای کارخانه» دست به اعتصاب زدند. موج اعتصابات به‌سرعت سراسر منطقهٔ شمال ایتالیا و صنعتی‌ترین منطقهٔ کشور را فراگرفت. کارگران پس از مدت‌ها ایستادگی در برابر توطئه‌های صاحبان صنایع برای بستن کارخانجات، و درگیری با پلیس و ارتش، کارخانه‌ها را تسخیر کردند، و تولید و اداره‌ی امور صنایع را برای مدت کوتاهی تحت کنترل گرفتند. آنارشیست‌ها و سندیکالیست‌های رادیکال هم با مواضع متفاوت و مشروطِ خود از شوراها پشتیبانی می‌کردند و در آن‌ها فعال بودند. اما متفکرین جناح چپ حزب سوسیالیست، ازجمله آمادئو بوردیگا (با دیدگاه بلشویکی)، برخورد انتقادی به شوراها و نظرات گرامشی داشتند. بوردیگا بدون آنکه با شورا‌ها مخالف باشد، بر نکتهٔ بسیار مهمی تأکید می‌کرد. او و پیروانش بر این عقیده بودند که مادام که سرمایه‌داری برقرار است، فعالیت شورا‌ها به‌ناچار محدود به فعالیت‌های نوعِ اتحادیه‌ای (مقاومت و اصلاحات) خواهد بود. وی، در اوج مبارزات کارگری در ۱۹۲۰ در مقاله‌ای با عنوانِ طعنه‌آمیزِ «تسخیرِ قدرت یا تسخیرِ کارخانه» نوشت که «کنترل امور داخلیِ کارخانه تنها بعد از آن که قدرت سیاسی به‌دستِ پرولتاریا افتاده، می‌تواند حائز اهمیتِ انقلابی و تصاحبی باشد.» او اضافه کرد که «کارخانه توسط طبقهٔ کارگر – و نه فقط‌ توسط نیروی کاری که در آن کارخانه کار می‌کند – و آن هم در زمانی که طبقهٔ کارگر در کلیتِ خود قدرت سیاسی را کسب کرده، تسخیر خواهد شد.» این نکته یکی از کلیدی ترین مباحث نظری «کنترل کارگری» در نظام سرمایه‌داری و غیر عملی بودن آن قبل از گذار به سوسیالیسم را درست یک قرن پیش مطرح می‌ساخت. گرامشی که همراه با دیگر همکاران نشریه «نظم نوین» سخت تحت تاثیر شوراها بود، این نهادها را وسیله‌ای برای کسب قدرت سیاسی و بخشی از «قدرت دوگانه» می‌دانست. جناح چپ حزب سوسیالیست به‌رهبری آمادئو بوردیگا خواستار تصفیه حزب از رفرمیست‌ها و تلاش برای استقرار یک حکومت شورایی بود و اعتقاد داشت که شوراهای کارخانه در غیاب حکومت شورایی به‌یک نهاد اصلاحی و سازشکار تبدیل می‌شود. کمینترن هم از راه دور خواستار یک انقلاب شورائی بود.

## از حزب سوسیالیست تا تأسیس حزب کمونیست
در نوامبر ۱۹۱۷، رهبران جناح انقلابی-سرسخت حزب سوسیالیست ایتالیا برای گردهم‌آیی مخفی در فلورانس فراخوان دادند تا به بحث در مورد «جهت‌گیری آتی حزب ما» بپردازند. در این نشست آمادئو بوردیگا که باور به ضرورت عمل ستیزه‌جویانه داشت، با گرامشی و دیگران متحد شد. نشست با تأیید مجدد اصول انترناسیونالیسم انقلابی و مخالفت با جنگ به پایان رسید اما بدون هرگونه راهنمای عملی برای آنچه باید کرد. جناح چپ حزب سوسیالیست ایتالیا نهایتاً در سال ۱۹۲۱ به رهبری آمادیو بوردیگا (جناح چپ) آنتونیو گرامشی (جناح میانه) و پالمیرو تولیاتتی (جناح راست) از حزب سوسیالیست منشعب شده و حزب کمونیست ایتالیا را بنیان گذاشت.